# Apostelkirken (Dedsbøl)
Apostelkirken ligger syd for grænsen i Dedsbøl i det vestlige Sydslesvig i den nordtyske delstat Slesvig-Holsten.
Kirken er opført i 1300-tallet i gotisk stil af mursten. Bygningen blev senere flere gange ændret. Koret og korbuen blev 1751 nedbrudt og fornyet. Det nuværende tårn kom til i 1964. Det store og ret lyse kirkerum er dækket af et fladt bjælkeloft. Den sengotiske trefløjede altertavle er fra det sene 1400-tallet. Dens fod er udsmykket med en nadverfremstillung fra 1916 ved den nordfrisiske maler Carl Ludvig Jessen. Han stod også for billedener på prædikestolens kurv. Billederne illustrerer Jesu fødsel, Jesu i templet, Bjergprædikenen, den sidste nadver, Korsfæstelse og Kristi Himmelfart. Prædikestolen med lydhimlen selv er fra 1730. Den pokalformede romanske granit-døbefont er fra 1100- eller 1200-tallet og dermed ældre end kirken selv. Malerierne af Kristus, Johannes Døberen og apostlene på vestpulpituret er fra 1751. De tre små figurer på skibets nordvæg illustrerer Kristus på korset omgivet af to røvere. Kirkens vestende domineres af det store orgelpulpitur, hvis feltopdelte frontside bærer de malede billeder af Kristus og apostlene. I 1993 valgte menigheden at give kirken navnet Apostelkirken under inspiration af inventarets fremstillinger af Jesu disciple.
Dedsbøl og Nibøl (→ Kristkirken) danner siden 1952 en fælles menighed, som hører under den lutherske nordtyske kirke. Kirken benyttes også af omegnens danske menighed.